# الجسره
الجسره یک منطقهٔ مسکونی در قطر است که در شهرداری دوحه واقع شده‌است.